# كوامي بواتينغ
كوامي بواتينغ (بالإنجليزية: Kwame Boateng)‏ (28 نوفمبر 1992 بأكرا في غانا - ) هو لاعب كرة قدم غاني في مركز الهجوم. شارك مع منتخب غانا لكرة القدم. أما مع النوادي، فقد لعب مع أشانتي كوتوكو وأكرا غريت أوليمبكس ونادي ميتالاك.

## وصلات خارجية
- كوامي بواتينغ على موقع قاعدة بيانات كرة القدم.إي يو (الإنجليزية)
- كوامي بواتينغ على موقع ناشيونال فوتبول تيمز (الإنجليزية)
- كوامي بواتينغ على موقع Soccerway.com (الإنجليزية)